# Dieter Poschardt
Dieter Poschardt (* 27. August 1942; † 8. Februar 2023) war ein deutscher Pädagoge.

## Leben
Poschardt arbeitete nach Abitur und Studium sowohl an Universitäten als auch im Schuldienst. 1976 promovierte er. Von 1973 bis 1978 war er Dozent an der Universität Erlangen-Nürnberg.
Er war u. a. Rektor einer bayrischen Hauptschule. 1979 war er Dozent an der Verwaltungsfachhochschule.
Poschardt war zuletzt Leiter des Praktikumsamts für das Lehramt an Grund- und Mittelschulen an der Universität Erlangen-Nürnberg. Damit einhergehend tat er sich immer wieder in der Professionalisierung des Lehrerberufes hervor. Zudem leitete er das Auslandsamt der Erziehungswissenschaftlichen Fakultät.
Von 2013 bis 2016 war er als Vertreter des Verbands Bildung und Erziehung Mitglied des Higher Education and Research Standing Committee des Europäischen Gewerkschaftskomitees für Bildung und Wissenschaft.
Sein Sohn ist der Journalist Ulf Poschardt.

## Internationale Projekte
Poschardt war u. a. im türkischen Finanz- und Zollministerium in Ankara tätig und entwickelte ein Schulungskonzept für 15.000 türkische Steuerbeamte.
In der bulgarischen Hauptstadt Sofia koordinierte er die internationale Konferenz „Gemeinsame Standards in Mathematik und Naturwissenschaften in Südosteuropa“.
Poschardt hat zudem ein Programm ins Leben gerufen, durch das jährlich 60 Lehramtsanwärter aus Nürnberg in Namibia Deutsch unterrichten.

## Schriften (Auswahl)
- mit Hartmut Hacker (Hrsg.): Zur Frage der Lernplanung und Unterrichtsgestaltung. Lernpsychologische Grundlagen, pädagogische Perspektiven. Schroedel, Hannover [u. a.] 1977, ISBN 3-507-36440-9.
- mit Hartmut Hacker, Klaus Breslauer (Hrsg.): Werterziehung als Auftrag der Schule. Schroedel, Hannover [u. a.] 1978, ISBN 3-507-36445-X.
- Die Berufsrolle des Schulrats, Pädagoge oder Verwaltungsbeamter? Eine empirische Untersuchung zu Aufgabenbereich und Rollenselbstdeutung von Schulaufsichtsbeamten. Schroedel, Hannover [u. a.] 1978, ISBN 3-507-36442-5.
- mit Werner Sacher: Beiträge zur schulischen Selbständigkeitserziehung. Lehrstuhl für Schulpädagogik, Nürnberg 1997, ISBN 3-925379-61-4.

## Auszeichnungen
- 2013: Bundesverdienstkreuz am Bande[15]